# Чайковский, Илья Петрович

И. П. Чайковский и А. А. Ассиер в молодости. Миниатюры

Реконструкция кабинета и награды И. П. Чайковского в Музее-усадьбе Чайковских в Воткинске
Илья Петрович Чайковский (20 июля 1795, Слободской:5Вятская губерния — 9 января 1880, Санкт-Петербург) — горный инженер, инженер-генерал-майор, отец композитора П. И. Чайковского.

## Биография
Отец — Пётр Фёдорович Чайковский — городничий, медик с 20-летним стажем, заседатель в Вятском совестном суде:11. Мать — Анастасия Степановна Посохова.
Пётр Фёдорович в 1785 году по указу императрицы Екатерины II:10 получил потомственное дворянство. Содержал многочисленную семью, в которой Илья Петрович был последним сыном.
В январе 1795 года Пётр Фёдорович был назначен городничим города Слободского. В метрической книге Вознесенского и Екатерининского собора от 20 июля 1795 года есть запись в разделе «О рождающихся»: «Находящегося города Слободского в должности городнической Петра Фёдоровича Чайковского сын Илья». Вскоре, в декабре 1796 года Пётр Фёдорович был переведён городничим в город Глазов:11.
После окончания Вятского двухклассного народного училища (1806—1808), в 13-летнем возрасте, Илья Петрович поступил на работу на Ижевский завод, где работал копиистом (в должности унтер-шихтмейстера) под руководством А. Ф. Дерябина. В этом же звании в 1811 году работал на Воткинском заводе:14.
В своих автобиографических записках Илья Петрович Чайковский писал:

«Нас всех у отца было 9 человек… из сыновей я был последний. Все старшие братья мои пристроены были в военную службу… а меня, бедного мальчишку, по окончании курса в Вятском народном училище, в 1808 году матушка отвезла в Ижевский завод… где командовал… Андрей Федорович Дерябин»— :14.
В 1811 году поступил в Горный кадетский корпус в Санкт-Петербурге (куда был переведён директором А. Ф. Дерябин), но закончил его спустя 6 лет (в 1817 году) с большой серебряной медалью (стандартный срок обучения в кадетском корпусе 3 года):5-6.
Два года (1818—1820) проработал в Пермском горном правлении помощником главного маркшейдера по чертёжной части:6,88. 
С 1820 по 1828 годах — работа на различных должностях в департаменте Горных и Соляных дел:6,88.
В 1828—1831 годах преподавал горную статистику и горное законоведение в двух высших классах Горного Института.
Со 2 января 1831 — управляющий Онежским Соляным Правлением.
Занимался благоустройством села Леденгское с богатыми соляными месторождениями, открыл там училище и духовой оркестр.
С 1825 года в «Горном журнале» публиковал научные статьи, а с 1826 по 1831 год — состоял членом Учёного комитета по горной и соляной части.
В 1836 году получил чин обер-бергмейстера, а в следующем году получил звание подполковника и был назначен начальником Камско-Воткинского горного завода, где занимался обустройством и реорганизацией железоделательного производства.
В период его руководства (1836—1848) впервые в России было введено пудлинговое производство железа и началась постройка первых пароходов, начиная с парохода «Астрабад», который был построен англичанином Карром и спущен на реку Каму.
В 1842 году получил чин инженер-полковника за отличия в службе.
С 6 февраля 1848 года до 1858 года был в отставке в чине инженер-генерал-майора, и в это время управлял частными Алапаевским и Невьянскими заводами (Невьянский, Быньговский и Петрокаменский заводы) наследников Петра Яковлева и Сергея Яковлева.
10 октября 1858 года снова поступил на государственную службу — на пост директора Петербургского технологического института. Его деятельность была направлена на преобразование Института в высшее учебное заведение.
8 марта 1863 года вышел в отставку.
Умер 9 января 1880 года в Санкт-Петербурге.

## Награды и звания
Произведён 8 сентября 1859 года в чин инженер-генерал-майора. В 1840 году награждён Орденом Святого Станислава 3-й степени, в 1846 году — Орденом Святой Анны 2-й степени. В 1861 году получил Орден Святого Владимира 3-й степени.

## Семья
Отец — Пётр Фёдорович Чайковский (1745—1818).
Мать — Анастасия Степановна, урождённая Посохова (1751—?).
Братья и сёстры:
- Василий (1777—?)
- Евдокия (1780—?)
- Екатерина (1783—?)
- Иван (1785—1813) служил по выходе из Второго кадетского корпуса в Петербурге в двадцатой артиллерийской бригаде, принимая участие во многих походах против неприятеля. За храбрость в сражениях при Прейсиш-Эйлау получил орден Св. Георгия 4-й степени. Убит в 1813 году под Монмартром, в Париже.
- Александра (1786—?)
- Владимир (1793—1850)
- Пётр (1789—1871) — комендант Севастополя, затем директор Строительной комиссии Кавказских минеральных вод, генерал-майор.
- Олимпиада (1801—1874)

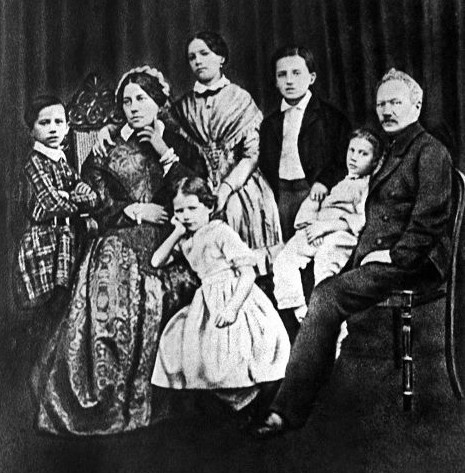
Семья Чайковских в 1848 году. Слева направо: будущий композитор П. И. Чайковский в восьмилетнем возрасте, его мать Александра Андреевна Чайковская, сестра — Александра, сестра — Зинаида (стоит), брат — Николай, брат — Ипполит, отец — Илья Петрович Чайковский.

В 1827 году женился на Марье Карловне Кейзер, от которой имел дочь Зинаиду. В 1831 году овдовел, в октябре 1833 года, вторым браком женится на Александре Андреевне Ассиер (1813—1854), дочери таможенного чиновника, действительного статского советника Андрея Михайловича (Михаеля-Генриха-Максимилиана) Ассиера и внучке французского скульптора, моделиста Мейсенской фарфоровой мануфактуры (Саксония) Мишеля-Виктора Асье (Michel Victor Acier). Имел от неё шестерых детей, в том числе и композитора Петра Чайковского. Счастливый брак прервался в июне 1854 смертью Александры Андреевны от холеры. Спустя 11 лет, в 70-летнем возрасте, Илья Петрович женился на вдове Елизавете Михайловне Александровой, урождённой Липпорт.
Дети:
- Зинаида (1829—1878)
- Николай (1838—1910)[8]
- Пётр (1840—1893)
- Александра (1842—1891)[9]
- Ипполит (1843—1927)[10]
- Анатолий (1850—1915)[11]
- Модест (1850—1916) (Модест и Анатолий — близнецы)

В день похорон жены заболел холерой и Илья Петрович. Он находился на грани жизни и смерти несколько дней, но выздоровел. Оставаться в квартире, где умерла Александра Андреевна, семье Чайковских было тяжело и невыносимо. Ближе к осени Илья Петрович нашёл новую квартиру — в доме Гаке на 4-й линии Васильевского острова. К этому времени Ипполита определили в Морской корпус, а сестру Сашу отдали в Смольный институт.

Жить без жены Илье Петровичу было непривычно, тем более с двумя маленькими сыновьями: он был совершенно не приспособлен к уходу за детьми. Чтобы скрасить тоску и одиночество, он предложил брату, Петру Петровичу, семьями съехаться в доме Остерлова, на углу Среднего проспекта и Кадетской линии (дом 25), на что тот с радостью согласился. В конце года вместе с малышами, Модестом и Анатолием, Илья Петрович переехал на Кадетскую линию. Петр Петрович, генерал в отставке и участник пятидесяти двух сражений, слыл большим чудаком, семья его состояла из пяти дочерей и трёх сыновей, и когда семьи братьев собирались вместе, квартира становилась тесной и неудобной. Молодому же поколению, наоборот, нравилось проводить время вместе, и часто случалось, что за шумными беседами дети засиживались далеко за полночь, что вызывало неудовольствие старших.

Прожив вместе с братом три года, Илья Петрович решился на ещё один из переездов, на этот раз он снял квартиру в доме А. П. Заблоцкого-Десятовского (№ 39, по 8-й линии Васильевского острова), автора основательного исследования «О крепостном состоянии России» и редактора «Земледельческой газеты». Окнами новая квартира выходила во двор, занимала два этажа — третий и четвёртый. Вести хозяйство и ухаживать за близнецами стала четырнадцатилетняя Александра, забранная раньше времени из института. Лишь на выходные дни к ним приходили из расположенных недалеко Горного и Морского корпусов Николай и Ипполит, а Петр, с Фонтанки, чаще всего приезжал на извозчике.— 

## Цитаты
На закате жизни Илья Петрович Чайковский успел застать начало расцвета всероссийской славы своего сына. Пётр Ильич Чайковский так писал об отце:

«Не могу без умиления вспоминать о том, как мой отец отнёсся к моему бегству из Министерства Юстиции в Консерваторию. Хотя ему было больно, что я не исполнил тех надежд, которые он возлагал на мою служебную карьеру, хотя он не мог не огорчиться, видя, что я добровольно бедствую, ради того, чтоб сделаться музыкантом, но никогда, ни единым словом не дал мне почувствовать, что недоволен мной. Он только с тёплым участием осведомлялся о моих намерениях и планах и ободрял всячески. Каково бы мне было, если б судьба мне дала в отцы тиранического самодура, какими она наделила многих музыкантов».